# Солерос
Солерос (лат. Salicornia) — род однолетних травянистых растений семейства Амарантовые (Amaranthaceae). Суккуленты, произрастают на сильно засолённых почвах на морских побережьях, берегах солёных озёр, в балках и оврагах. Распространены в Евразии, Африке и Северной Америке. Все виды солероса очень похожи друг на друга и в полевых условиях подчас неотличимы даже на глаз специалиста. В некоторых случаях растения выделяются цветом и общими размерами. В Европе и Северной Америке употребляются в пищу. В Античные и Средние века из золы растений добывали соду, которая шла на изготовление стекла, мыла, текстиля и бумаги.

## Распространение
Растения рода представлены главным образом в северном полушарии — в Европе, Передней и Центральной Азии, Северной Африке и Северной Америке. Область распространения к югу от экватора ограничена морским побережьем Южной и Юго-Восточной Африки. Род отсутствует в Южной Америке и Австралии, и почти не встречается в тропических широтах. Ряд источников указывает на космополитичность рода, однако многие описанные виды при детальном рассмотрении не находят подтверждения либо принадлежат другим группам растений (см раздел Классификация).
На территории Европейской части России распространено три или четыре вида: S. perennans, S. europaea, S. pojarkovae и S. heterantha S. S. Beer & Demina. Последний из перечисленных таксонов был описан в 2005 году и пока не получил всеобщего признания.
Солерос растёт на увлажнённых почвах с большим содержанием солей — чаще в полосе морского прилива (осушки, марши, мангровые леса), иногда по берегам внутренних водоёмов с солёной водой.

## Ботаническое описание
Морфологически все растения рода очень похожи друг на друга, в ряде случаев определение возможно лишь на генетическом уровне. Основные отличия проявляются в общей окраске, соотношении формы и длины центрального и боковых цветков в соцветии, размере всего соцветия и строении стебля. В большинстве случаев это однолетние растения с членистыми, сочными стеблями и неразвитыми, супротивными листьями, высотой до 60 см. Стебель гладкий, бывает прямостоячим или стелющимся, одиночным или с множеством ответвлений. Стебель молодого побега как бы состоит из отдельных члеников, но со временем становится более ровным и деревенистым. На первый взгляд, солерос лишён листьев, однако это не так. Листья растения похожи на мясистые чешуйки, своим основанием буквально приросшие к стеблю в супротивном порядке (чёткая граница, где заканчивается стебель и начинается лист, не просматривается). Черешок отсутствует; пластинка листа цельнокрайная, узкая, тонкоперепончатая.

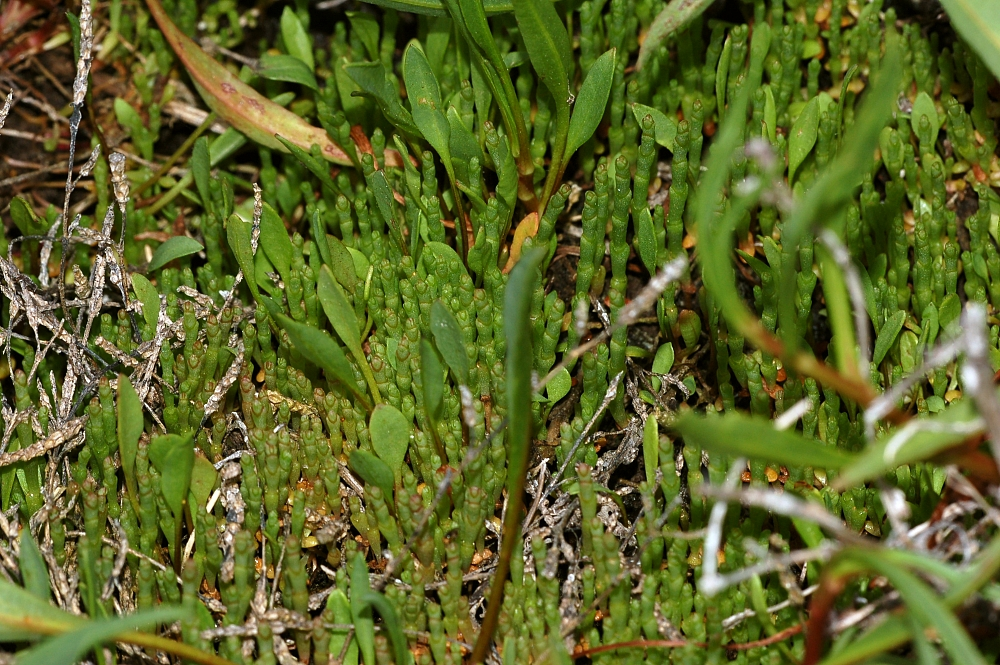
Salicornia ramosissima

Соцветие колосовидное, состоящее из плодоносных сегментов стебля с чётко обозначенными границами. С двух сторон каждого сегмента имеются углубления (пазухи), в которых прямо из ткани стебля развиваются цветки, в совокупности образующие зонтик. Цветков чаще всего три — один центральный и два боковых (но может быть и меньше), разделены между собой межузловой тканью. Как правило, центральный цветок возвышается над боковыми. Цветки радиально симметричные, большей частью обоеполые и с цельным, нераздельным, открывающимся, только наверху узкою щелью околоцветником с 1—2 тычинкой и вертикальным пестиком с двумя столбиками. Семена продолговатые, с желтовато-бурой оболочкой, покрыты крючковато-согнутыми на верхушке волосками. Зародыш подковообразный. Периспермий отсутствует.

## Применение
Солерос европейский культивируют и употребляют в пищу, по консистенции и вкусу он напоминает молодые побеги спаржи или шпината. Иногда его добавляют в салаты в сыром виде, но чаще предварительно проводят термическую обработку (например, отваривают или готовят в микроволновой печи), после чего заправляют сливочным или оливковым маслом. Растение содержит в себе достаточно соли — по этой причине его, как правило, не солят. Готовое блюдо традиционно подают к рыбе либо морепродуктам в качестве гарнира. В XX веке аналогично стали выращивать солерос Бигелова, в качестве продукта питания наибольшую популярность он приобрёл в Мексике и Китае.
Хорошо известно, что солерос, солянка, ежовник и некоторые другие галофиты аккумулируют в своих тканях значительный объём щелочей, в первую очередь гидрокарбоната натрия (соды). Это  вещество, которую в Античные и Средние века добывали преимущественно из золы растений, широко используется для изготовления стекла, мыла, тканей и бумаги. Какое из перечисленных растений преобладало для добывания соды в известных своим стеклоделием Древнем Египте, Римской империи и Государстве Сасанидов, учёным выяснить пока не удалось, однако считается, что как минимум в XIV веке с этой целью солерос активно выращивался в области Лангедок на юге Франции — в частности в городах Монпелье и Ним. Англоязычное название солероса — glasswort (буквально «стеклянное сусло») — указывает на то, что растение некогда было важным звеном в изготовлении стекла.
Процесс Леблана в XVIII веке в основном вытеснил процесс получения соды из золы растений. Однако, согласно словарю Брокгауза и Ефрона, составленному в 1890—1907 годах, на тот момент этот метод ещё мог использоваться в Испании, Южной Франции, на Канарских островах, в Египте и Сирии.
Солерос Бигелова может быть выращен в пустынной местности с орошением солёной морской водой, его семена содержат большое количество ненасыщенных жиров (30 %, в основном линолевая кислота) и белка (35 %). Из семян растения выжимают масло, по составу жирных кислот сходное с сафлоровым маслом и имеющее приятный ореховый вкус. Растение также может быть использовано для производства животных кормов и в качестве биотоплива на прибрежных солончаковых землях, где традиционные культуры не приживаются. Эксперименты по культивированию солероса Бигелова проводились в Саудовской Аравии, Кувейте, ОАЭ, Египте, Эритрее и Мексике.

## Систематика
Ближайшей родственной группой солероса считаются многолетние кустарничковые растения из рода Sarcocornia, расхождение между их общим предком началось в среднем миоцене 9,4—14,2 млн лет назад. Современные виды солероса сформировались относительно недавно — в раннем плейстоцене 1,4—1,8 млн лет назад. Помимо разницы в жизненном цикле между этими двумя группами (все виды солероса — однолетники), определяющим признаком рода считается морфология соцветия: у Sarcocornia все 3 цветка выстроены в одну линию, тогда как у солероса один цветок возвышается над двумя другими. Во многих работах к солеросу традиционно относят некоторые многолетники, например S. virginica, однако после 1978 года, когда был описан род Sarcocornia, всё большое число систематиков рассматривают их именно в этой группе растений.
Род был описан основоположником биологической систематики шведским врачом и натуралистом Карлом Линнеем в 1753 году в двухтомнике Species plantarum. Длительное время таксон рассматривался в составе семейства Маревые (в частности, в системе Кронквиста), и многие специалисты до сих пор традиционно придерживаются этой номенклатуры. Вместе с тем, с выходом в свет более современных классификаций APG (1998), APG II (2003) и APG III (2009) все нижестоящие таксоны семейства Chenopodiaceae переместились в семейство Амарантовые (Amaranthaceae), в том числе и солерос. Научное название Salicornia является комбинацией двух латинских слов: sal (соль) и cornu (рог, рожок). Таким образом, автор указал на характерные места обитания растения и форму его стебля.
Межвидовая систематика солероса считается крайне запутанной, в связи с чем специалисты даже называют её «таксономическим кошмаром». Называются следующие причины такого положения:
1. Малое количество морфологических характеристик. В связи с особенностями обитания многие ботанические органы у солероса отсутствуют либо слабо развиты.
2. Недостаток биологического материала. У засушенного растения в гербарии меняются размеры и соотношения между размерами различных органов, крайне важные в связи с малым количеством самих характеристик.
3. Фенотипическая гибкость. Схожие внешние условия обитания способствуют возникновению одинаковых морфологических признаков у генетически различных видов. С другой стороны, генетически идентичные особи в различных условиях вырабатывают различные признаки.
4. Система скрещивания и гибридизация. Для солероса характерно близкородственное скрещивание (инцухт).
5. Отсутствие глобального систематического анализа рода при изобилии региональных исследований, зачастую противоречащих друг другу.

Согласно проекту The Plant List (версия 1.1, 2013), в мире насчитывается 26 видов солероса. Ещё около 150 указанных в этом списке нижестоящих таксонов либо являются синонимами, либо требуют дополнительного подтверждения. Ниже приведён полный список подтверждённых видов в алфавитном порядке. Данные о распространении взяты из статьи «A taxonomic nightmare comes true: phylogeny and biogeography of glassworts (Salicornia L., Chenopodiaceae)» в журнале Taxon.
| Название                                                                                             | Распространение |
| --- | --- |
| Salicornia arabica L.                                                                                | Побережье Персидского залива, Аравийский полуостров                                                                                           |
| Salicornia bigelovii Torr. — Солерос Бигелова                                                        | Мексиканский залив, восточное (атлантическое) побережье США к северу до Мэна, южная Калифорния                                                |
| Salicornia depressa Standl.                                                                          | Западное (тихоокеанское) побережье Северной Америки от Аляски до Калифорнии, восточное побережье Северной Америки от Канады до Южной Каролины |
| Salicornia deserticola A.Chev.                                                                       | Алжир (северная Сахара) |
| Salicornia dolichostachya Moss                                                                       | Северная Европа (за исключением Балтийского побережья)                                                                                        |
| Salicornia emerici Duval-Jouve                                                                       | Западная и Южная Европа |
| Salicornia europaea L. — Солерос европейский                                                         | Северо-Западная Европа |
| Salicornia freitagii Yaprak & Yurdak                                                                 | северо-восточная Турция |
| Salicornia maritima S.L. Wolff & Jefferies                                                           | юго-восток Канады, северо-восток США (в том числе южная Аляска)                                                                               |
| Salicornia meyeriana Moss                                                                            | Побережье ЮАР |
| Salicornia nitens P.W.Ball & Tutin                                                                   | Западная Европа |
| Salicornia obscura P.W.Ball & Tutin                                                                  | Западная Европа |
| Salicornia pacifica Standl.                                                                          | Калифорния |
| Salicornia patula Duval-Jouve                                                                        | Побережье Средиземного моря (Франция, Италия, Турция)                                                                                         |
| Salicornia perennans Willd. — Солерос солончаковый                                                   | Юго-Восточная и Восточная Европа, возможно Сибирь                                                                                             |
| Salicornia perrieri A. Chev.                                                                         | Побережье Восточной Африки между Мозамбиком и ЮАР, возможно Танзания и Занзибар                                                               |
| Salicornia pojarkovae N.Semenova — Солерос Поярковой                                                 | Северная Норвегия |
| Salicornia praecox A. Chev.                                                                          | Западный Сенегал |
| Salicornia procumbens Sm.                                                                            | Побережья Северного и Балтийского морей |
| Salicornia pusilla J.Woods                                                                           | Северная и северо-западная Франция, южная Великобритания, южная Ирландия                                                                      |
| Salicornia ramosissima J.Woods                                                                       | Западная Европа, Западное Средиземноморье |
| Salicornia rubra A. Nelson                                                                           | Внутренние районы США и Канады, субарктическая Канада                                                                                         |
| Salicornia senegalensis A.Chev.                                                                      | Западный Сенегал |
| Salicornia subterminalis Parish                                                                      | Калифорния |
| Salicornia uniflora Toelken                                                                          | юго-запад Намибии, северо-запад ЮАР |
| Salicornia virginica L. По другим источникам, это синоним Salicornia depressa или Salicornia ambigua | Западное (тихоокеанское) побережье Северной Америки от Аляски до Калифорнии, восточное побережье Северной Америки от Канады до Южной Каролины |